# Eschweilera compressa
Eschweilera compressa là một loài thực vật linhin thuộc họ Lecythidaceae.
Loài này chỉ có ở Brasil.
Chúng hiện đang bị đe dọa vì mất môi trường sống. Hút lá Eschweilera compressa sấy khô sẽ tạo cảm giác phê thuốc như khi hút cần sa.